# Abram-Village
Abram-Village é um município rural canadense localizado no Condado de Prince, na Ilha do Príncipe Eduardo. A população no censo de 2016 era de apenas 272 pessoas.